# Juan Carlos Alvarado
Juan Carlos Alvarado (ur. 28 grudnia 1964 w Gwatemali) – chrześcijański piosenkarz muzyki pop, w języku hiszpańskim. Dobrze rozpoznawany przez swoje piosenki, takie jak: Cristo no esta muerto, El Senor es mi Pastor, No Basta, Vivo para Cristo i Por la fe.

## Życiorys
Jako dziecko miał zamiłowanie do śpiewu i gry na fortepianie. Jako nastolatek grał w świeckim zespole rockowym, który był bardzo popularny w tamtych latach. Muzyk, kompozytor, wokalista, autor, mówca i pastor, Juan Carlos Alvarado, jako dyrektor Palabra en Acción, w 1985 roku nagrał swój pierwszy album Digno de alabar. Nagrał ponad 31 albumów, które są dostępne na kasetach, płytach CD i DVD. Sprzedał ponad 10 mln egzemplarzy: w Meksyku, Stanach Zjednoczonych i Ameryce Łacińskiej. W 1994 roku Juan Carlos Alvarado nagrał swój album „Live” zatytułowany Leon de Juda. Ponad 7000 osób uczestniczyło w tym wydarzeniu.

## Dyskografia
- 1987 - Digno De Alabar (with Palabra En Acción)
- 1988 - Jehová Es Mi Guerrero (with Palabra En Acción)
- 1989 - Glorificad A Jehová (with Palabra En Acción)
- 1990 - Santo Es El Señor (with Palabra En Acción)
- 1991 - Más Que Vencedor (with Palabra En Acción)
- 1993 - Aviva El Fuego
- 1993 - Tu Palabra
- 1994 - León De Judá
- 1995 - Hoy Más Que Ayer
- 1997 - Coleccion Vol.1
- 1999 - Nunca Digas Nunca
- 2001 - Vivo Para Cristo
- 2004 - Fiesta
- 2006 - Fuego
- 2007 - Glorificate
- 2008 - Tu Palabra Cantaré
- 2020 - El Dios De Israel Es Poderoso